# King Curtis
Curtis Ousley (nascido Curtis Montgomery; Fort Worth, 7 de fevereiro de 1934 – Manhattan, 13 de agosto de 1971), mais conhecido pelo nome artístico King Curtis, foi um saxofonista estadunidense dos ritmos rhythm and blues, rock and roll, soul, blues, funk e soul jazz. Além de sua própria banda, ele também foi músico de sessão, diretor e produtor musical. Adepto do saxofone tenor, alto e soprano, tocou riffs e solos em singles de sucesso como "Respect", de Aretha Franklin, e "Yakety Yak", de The Coasters (que mais tarde se tornou a inspiração para "Yakety Sax" de Boots Randolph) e seu próprio "Memphis Soul Stew".

## Primeiros anos
Curtis Montgomery nasceu em Fort Worth, Texas, filho de Ethel Montgomery, e foi adotado, com sua irmã Josephine Allen, por Josie e William Ousley. Curtis cursou a I.M. Terrell High School e estudou e tocou música com a colega Ornette Coleman.

## Prêmios
Em 1970, um ano antes de sua morte, Curtis ganhou o Grammy de Melhor Performance Instrumental de R&B por "Games People Play". Ele foi introduzido postumamente no Rock and Roll Hall of Fame em 6 de março de 2000.